# يوري شيفتشوك
يوري شيفتشوك (بالروسية: Ю́рий Юлиа́нович Шевчу́к), ( مواليد 16 ماي 1957 - ياغودنويي, ماغادان أوبلاست) مغني وكاتب أغان سوفييتي وروسي مختص في موسيقى الروك. هو مؤسس وقائد فرقة دي دي تي.
يعتبر شسفتشوك من الأشخاص القلائل في روسيا الذين ينتقدون علنا الرئيس فلاديمير بوتين حيث أنه قد اتهمه بالفساد و أن «قوات الأمن تخنق الحرية في البلاد».

## روابط خارجية
- يوري شيفتشوك على موقع IMDb (الإنجليزية)
- يوري شيفتشوك على موقع ميوزك برينز (الإنجليزية)
- يوري شيفتشوك على موقع ديسكوغز (الإنجليزية)
- يوري شيفتشوك على موقع قاعدة بيانات الفيلم (الإنجليزية)